# Света Петка (Плешенци)
Вижте пояснителната страница за други значения на Света Петка.
„Света Петка“ (на македонска литературна норма: „Света Петка“) е възрожденска православна църква в щипското село Плешенци, източната част на Северна Македония. Част е от Брегалнишката епархия на Македонската православна църква – Охридска архиепископия.

## География
Църквата се намира в близост до центъра на селото, откъдето има пътна табела, указваща нейното местоположение. Около храма се намират селските гробища.

## История
Църквата е построена в 1883 година. Не е изписана.

## Галерия
- Селските гробища
- Апсидата
- Помощен обект
- Трпезарията
- Камбанарията
- Припратата
- Страничният вход
- Ниша над входа